# Kapetan Mikula Mali (1974.)
Kapetan Mikula Mali, hrvatski dugometražni film iz 1974. godine i serija iz 1976. godine.
"Kapetan Mikula Mali" legendarna je tinejdžerska serija o 12-godišnjaku koji tijekom Drugog svjetskog rata trabakulom prebacuje izbjeglice na slobodne otoke. Manje je poznato da je Mikula Mali ekraniziran po želji Josipa Broza Tita na temelju stvarne životne priče Frane Tomaša (77) iz Krila Jesenice (umro 2007. godine).
Priča o kapetanu Mikuli Malom prati pustolovine 12-godišnjeg Mikule (kojeg igra Tonči Vidan) i njegova djeda (Petar Prličko) tijekom fašističke okupacije Dalmacije u Drugom svjetskom ratu. Dok trabakulom prevoze hranu i narod u zbijegu pred moćnim njemačkim i talijanskim brodovljem na slobodni Vis, provlače se kroz kiše metaka i granata, zavlače u skrovite vale srednjodalmatinskih otoka i uz sve to dobro zabavljaju ...
Dvije godine prije te iznimno gledane serije, uz koju su odrastale generacije rođene od sredine 60-ih, redatelj i scenarist Obrad Gluščević snimio je cjelovečernji igrani film "Kapetan Mikula Mali" koji je obišao kina SAD-a i cijele Europe. Film se gledao u Sudanu, Etiopiji, Nikaragvi, Kuvajtu, pa čak u Indiji, Indoneziji, na Filipinima i u Koreji.